# Gunnar Ljunggren
Gunnar Victor Ljunggren, född 13 februari 1911 i Katarina församling i Stockholm, död 25 oktober 1999 i Örgryte församling i Göteborg, var en svensk läkare.
Gunnar Ljunggren var son till direktören Victor Ljunggren och Anna Maria Lund. Efter studentexamen vid Södra Latin i Stockholm 1930 studerade han vid Karolinska Institutet där han blev medicine kandidat 1934 och medicine licentiat 1941.
Han var extra ordinarie amanuens vid histologiska institutionen på Karolinska institutet 1934–1935, hade kortare tjänstgöringar vid sanatoriet i Arvika, Röda Korsets sjukhem i Stockholm samt vid kirurgisk avdelning på Sabbatsbergs sjukhus 1941. Han tjänstgjorde vid krigssjukhus i Finland under vintern 1941–1942. Återkommen till Sverige var han tillförordnad underläkare vid kirurgiska avdelningen på lasarettet i Skellefteå 1943 och vid kirurgiska avdelningen på lasarettet i Halmstad 1944.
Han var assistentläkare, extra läkare och tillförordnad underläkare vid kirurgiska kliniken och röntgendiagnostiska avdelningen på Sahlgrenska sjukhuset i Göteborg 1944–1947 och underläkare vid Kvinnokliniken där 1948–1956. Ljunggren var sedan praktiserande läkare i Göteborg från 1956.
Gunnar Ljunggren gifte sig 1944 med medicine licentiat Brita Lange, född 1910, död 1999, dotter till revisor Karl Lange och Märtha Lagercrantz. De fick fyra barn tillsammans mellan 1945 och 1951. Några månader efter att han blivit änkling gifte han om sig med Gun Hägglund, född 1941, död 2011. Han avled dock själv samma år och begravdes vid föräldrarna på Söderåkra kyrkogård i Småland.